# Bhatkal
Bhatkal is een dorp in het district Uttara Kannada van de Indiase staat Karnataka. 

## Demografie
Volgens de Indiase volkstelling van 2001 wonen er 31.785 mensen in Bhatkal, waarvan 50% mannelijk en 50% vrouwelijk is. De plaats heeft een alfabetiseringsgraad van 75%. 